# Miklós Radnóti
Miklós Radnóti, född Miklós Glatter den 5 maj 1909 i Budapest, Österrike-Ungern, död 10 november 1944 nära Abda, Kungariket Ungern, var en ungersk poet som dog i förintelsen.

## Verk
- Pogány köszöntő (1930)
- Újmódi pásztorok éneke (1931)
- Lábadozó szél (1933)
- Újhold (1935)
- Járkálj csak, halálraítélt! (1936)
- Meredek út (1938)
- Naptár (1942)
- Tajtékos ég (1946)
- Radnóti Miklós művei (1978) ISBN 963-15-1182-0